# Ceratophysella armata
Ceratophysella armata är en urinsektsart som först beskrevs av Hercule Nicolet 1842.  Ceratophysella armata ingår i släktet Ceratophysella och familjen Hypogastruridae. Arten är reproducerande i Sverige. Inga underarter finns listade i Catalogue of Life.